# Eupithecia adequata
Eupithecia adequata är en fjärilsart som beskrevs av Richard F. Pearsall 1910. Eupithecia adequata ingår i släktet Eupithecia och familjen mätare. Inga underarter finns listade i Catalogue of Life.